# Mollinedia schottiana
Mollinedia schottiana är en tvåhjärtbladig växtart som först beskrevs av Spreng., och fick sitt nu gällande namn av Janet Russell Perkins. Mollinedia schottiana ingår i släktet Mollinedia och familjen Monimiaceae. Inga underarter finns listade i Catalogue of Life.